# 包帯パンツ
包帯（ほうたい）パンツは、アパレル企業のログイン株式会社が2007年より発売している肌着の名称である。ログイン株式会社の商品。
関連ラインとして、甲冑パンツがある。

## 概要
包帯パンツは、アパレル企業のログイン株式会社が開発したアンダーウエアである。医療用の包帯素材を肌着用に改良を加えた商品で包帯特有の通気性と伸縮性を特徴としている。

## 特徴
包帯素材は綿、ポリエステル、ポリウレタンで構成されており、ドイツ製・旧式の編み機の特性上、目が粗いため（ローゲージ）、一般的に使用されている肌着用の綿混素材に比べて通気量が優れている。

## 歴史

### 包帯生地開発
2002年、勤めていた会社を辞め父親が経営する縫製会社に入った野木志郎は快適なアンダーウエアとは何かを追求するために数多くのアンダーウエアを試着を開始。一般市販商品、約1000枚もの商品を2年かけ試着した。その試着から「快適」を求めるには「汗」への対策が不可欠と結論付けた。汗を外に排出し、ベタ付きを抑える事できる素材の開発が必要だと判断し、目の粗い素材を探した。そして集まった素材でパンツの試作し、運動時の試着を重ねた。しかし、快適度は軽減されるどころか、逆に不快になった。原因は目の粗い素材は合成繊維でできており、汗をかくとラップを巻いたように下着が肌にまとわりついたからだ。結果「汗」を吸収するには合成繊維は不向きと判断した。一般的に「汗」を吸収する素材は天然素材の方が適している。天然繊維で汗を吸収し、目が粗い素材を探した結果、たどり着いたのが「包帯」であった。しかし一般的な5cmほどの「包帯」ではアンダーウエアを作れない。アンダーウエアが作れる広い幅の「包帯」にする為、生地商社や素材メーカーを訪ねた。しかし新素材で売る先も決まっていない状態では工場も二の足を踏む。製造してくれる工場を見つけることは難航した。工場探しを始めて6ヶ月が過ぎたころ、大阪にあるメーカーが試作協力をしてくれる事になった。そして4年の歳月、約20回の試作を重ねて完成したのが巾１ｍの包帯素材「HOHTAI」であった。

### アスリートたちへの伝播
ログイン株式会社は2008年11月、包帯パンツの新シリーズとして「甲冑パンツ」を発売した。戦国時代の甲冑のデザインを参考にして作られた商品は「歴女」や「戦国ブーム」の影響で大ヒットし、多くのテレビ、雑誌、新聞などに取り上げられた。その影響で、甲冑パンツはアスリートを中心に広がりを見せ、海外のメディアにも取り上げられた。

### マドンナのワールドツアー衣装
2015年9月9日トロントにてスタートした「マドンナ (歌手)」のワールドツアー「レベルハートツアー」(2015年9月9日～2016年3月27日全81公演)のダンサーの衣装として「甲冑パンツ」が選ばれ、話題となった。

## 知的財産

### 特許権
開発した包帯素材は一般的な肌着の素材と比べて約7倍の通気性と高伸縮性を実現した。一般的な生地は機械で染色し、機械で乾燥させる。しかし、包帯を機械で乾燥させると生地が硬くなり、伸縮性も落ちる。そこで乾燥工程を手作業で行い、自然乾燥させる方法で柔らかい風合いと高い伸縮性を実現させる「手延べ乾燥」を考案した。そして、その製造方法について、2008年に特許の申請、2年後2010年に特許を取得した。（特許第4570684号、特許第4571700号）この製造方法により、自然で柔らかい風合いを実現した。

### 商標権
一般名称である「包帯」と「パンツ」の組み合わせは一般的には商標権は成立しないのが通例。特許庁は当初、一般名称の組み合わせは不可と拒絶査定。しかし、「包帯パンツ」という名称に対して、すぐ連想できる商品が他に無い点、唯一無二であることをログインが主張し、特許庁が調査、類似品が無いことを認め、出願から2年後の2010年に商標権が確定した。

## 日本で過去に販売された包帯パンツ

### 既に販売が終了しているもの
- 2007年　UNITEDARROWS×包帯パンツ
- 2009年　CallawayGolf×包帯パンツ
- 2010年　bjリーグ公式アンダーウエア
- 2010年　阪神タイガース承認
- 2011年　BodyWild×包帯パンツ
- 2012年　MXP×包帯パンツ
- 2014年　ダースヴェイダーアンドルーク×包帯パンツ
- 2014年　ジョディバートン×包帯パンツ